# Taubental (Naturschutzgebiet)
Das Naturschutzgebiet Taubental liegt auf dem Gebiet der Gemeinde Kirkel, der Stadt Blieskastel und der Stadt Homburg im Saarpfalz-Kreis im Saarland.

## Lage
Das Gebiet erstreckt sich nordöstlich, östlich und südöstlich des Kernortes Kirkel. Nordwestlich des Gebietes verlaufen die Landesstraße L 119 und die A 6, nördlich verläuft die A 8. Östlich fließt die Blies, ein Nebenfluss der Saar. Unweit südwestlich verläuft die L 113 und – entlang der L 113 – erstreckt sich das rund 23 ha große Naturschutzgebiet Kirkeler Bachtal.

## Bedeutung
Das 426 ha große Gebiet, eine Kernzone im Biosphärenreservat Bliesgau, wurde mit Verordnung vom 20. April 2007 unter der Kenn-Nummer NSG-117 unter Naturschutz gestellt. Diese Kernzone stellt sich als Laubmischwald auf Buntsandstein mit Nadelholzanteilen auf den Höhenlagen dar.